# سيزار لويولا
سيزار لويولا (بالإسبانية: César Loyola)‏ هو لاعب كرة قدم بيروفي في مركز مهاجم ‏، ولد في 12 مايو 1965 في ليما في بيرو. لعب مع نادي سبورتينغ كريستال.

## وصلات خارجية
- سيزار لويولا على موقع ناشيونال فوتبول تيمز (الإنجليزية)